# Le Bossu (film, 1934)
Pour les articles homonymes, voir Le Bossu (homonymie).
Pour plus de détails, voir Fiche technique et Distribution.
Le Bossu est un film français réalisé par René Sti, sorti en 1934.

## Synopsis
Le chevalier Henri de Lagardère veut venger la mort de son ami le duc Philippe de Nevers, assassiné par le prince de Gonzague quelques années auparavant. Il va pour ce faire se grimer en un bossu doté d'une identité propre, aux visage, voix et allure vestimentaire également transformées.

## Fiche technique
- Titre : Le Bossu
- Réalisation : René Sti
- Scénario : René Sti, d'après le roman éponyme de Paul Féval dont c'est là la 3e adaptation cinématographique connue (et la 1re parlante)
- Dialogues : Georges Berr
- Photographie : Theodore J. Pahle et Jacques Mercanton
- Son : Marcel Royné
- Décors : Eugène Lourié
- Montage : Jacques Desagneaux
- Musique : Jacques Dallin[1]
- Société de production : films Albatros
- Pays d'origine :  France
- Format : noir et blanc - 1,37:1 - 35 mm - son mono
- Genre : film de cape et d'épée
- Durée : 128 minutes
- Date de sortie : 28 décembre 1934 en France
- Affiche : Jean-Adrien Mercier

## Distribution
- Robert Vidalin : Henri de Lagardère & le bossu
- Josseline Gaël : Aurore de Caylus
- Samson Fainsilber : Monsieur de Peyrolles
- Raymond Galle : Monsieur de Chaverny
- Jim Gérald : Cocardasse
- Henri Marchand : Passepoil
- Jean Clarens : le duc de Nevers
- Jacques Varennes : le prince de Gonzague
- Paul Clerget : le marquis de Caylus
- Allain Dhurtal : le régent
- Lucette Desmoulins : Flore
- Germaine Laugier : la princesse de Gonzague
- Madeleine Samary : Françoise